# Сангерфілд (Нью-Йорк)
Сангерфілд (англ. Sangerfield) — місто (англ. town) в США, в окрузі Онейда штату Нью-Йорк. Населення — 2327 осіб (2020).

## Демографія
Згідно з переписом 2010 року, у місті мешкала 2561 особа в 1000 домогосподарствах у складі 662 родин. Було 1096 помешкань
Расовий склад населення:
| - 97,0 % — білих - 0,5 % — чорних або афроамериканців - 0,4 % — вихідців з тихоокеанських островів - 0,3 % — азіатів - 0,1 % — корінних американців |

До двох чи більше рас належало 1,6 %. Частка іспаномовних становила 0,9 % від усіх жителів.
За віковим діапазоном населення розподілялося таким чином: 23,7 % — особи молодші 18 років, 57,9 % — особи у віці 18—64 років, 18,4 % — особи у віці 65 років та старші. Медіана віку мешканця становила 41,9 року. На 100 осіб жіночої статі у місті припадало 96,2 чоловіків;  на 100 жінок у віці від 18 років та старших — 88,7 чоловіків також старших 18 років.
Середній дохід на одне домашнє господарство  становив 61 983 долари США (медіана — 52 539), а середній дохід на одну сім'ю — 76 816 доларів (медіана — 72 361). Медіана доходів становила 50 268 доларів для чоловіків та 37 500 доларів для жінок. За межею бідності перебувало 11,6 % осіб, у тому числі 15,5 % дітей у віці до 18 років та 11,0 % осіб у віці 65 років та старших.
Цивільне працевлаштоване населення становило 1172 особи. Основні галузі зайнятості: освіта, охорона здоров'я та соціальна допомога — 27,6 %, роздрібна торгівля — 9,7 %, публічна адміністрація — 8,6 %, виробництво — 7,9 %.